# Maria Lluïsa Dubon Petrus
Maria Lluïsa Dubon Petrus   (Maó, 7 d'agost de 1953), tot i que en alguns casos el seu segon cognom apareix escrit com a Pretus, és una geògrafa i fou política menorquina, diputada al parlament de les Illes Balears en la V Legislatura. Fins a la seva jubilació ocupà la plaça de cap de servei del Gabinet de la Presidència.

## Estudis
Després d'estudiar magisteri, va estudiar Geografia a la Universitat de les Illes Balears, a la qual es va doctorar amb la tesi Anàlisi territorial de les causes i els condicionants socials de la mortalitat a Espanya, 1990-1994: El cas de les Illes Balears (1999).
Aquesta tesi, dirigida pel professor José María Vidal-Beneito, se centra en la relació entre els factors socials i territorials que influencien la mortalitat a les Illes Balears durant el període esmentat. És considerada una de les aportacions més importants al camp de l'anàlisi territorial i la demografia, ja que proporciona una anàlisi detallada de les causes de la mortalitat en funció dels condicionants socials i geogràfics a la regió.
La tesi doctoral va ser publicada en format de llibre en 2001 sota el títol Análisis territorial de la mortalidad en España (1990-1994). El caso de las Islas Baleares, i ha estat utilitzada com a referència en múltiples estudis de geografia, salut pública i desenvolupament territorial a la comunitat autònoma.

## Càrrecs
Durant la legislatura 1999-2003 va ser diputada del Parlament de les Illes Balears, consellera Delegada d'Urbanisme, Ordenació del Territori i Medi Ambient en el Consell Insular de Menorca, i cap del Servei d'Estadístiques Demogràfiques i Socials a l'Institut Balear d'Estadística (Conselleria d'Economia i Hisenda) des d'abril de 2004.
Des de 2007 és Consellera del Departament de Territori del Consell Insular de Mallorca, càrrec en què ha destacat per la seva tasca en la planificació territorial i la sostenibilitat mediambiental.
Al 2016 fou nomenada vocal de la Comissió de Toponímia de les Illes Balears. Al 2021 fou anomenada suplent del grup d'experts del Consell Econòmic i Social de les Illes Balears, càrrec que tingué fins al 2024. Al 2022, fou nomenada vocal titular, com a representant del Grup Socialista, del Consell Social de l'Agència Menorca Talaiòtica.

## Serra de Tramuntana
Ha impulsat la candidatura de la Serra de Tramuntana a Patrimoni Mundial per la UNESCO en la categoria de Paisatge Cultural, una iniciativa reconeguda tant per les institucions com per la societat civil.
Des de 2008 és vocal de l'Executiva de la Federació Socialista de Mallorca, i ha estat una figura clau en la defensa dels valors socials i territorials dins del partit. Està vinculada a l'Institut Menorquí d'Estudis, l'Associació Tramuntana XXI, l'Associació de Geògrafs de les Illes Balears, el Colegio de Geógrafos i l'Asociación de Geógrafos Españoles (AGE), organitzacions amb les quals ha col·laborat en diverses iniciatives de recerca i desenvolupament territorial.
En l'àmbit acadèmic, ha estat una de les principals impulsores de programes d'investigació sobre sostenibilitat i ordenació territorial a les Illes Balears, contribuint a la creació d'un model de desenvolupament més equilibrat i respectuós amb el medi ambient.